# Tautavel
Tautavel là một xã trong tỉnh Pyrénées-Orientales, vùng Occitanie phía nam nước Pháp. Xã Tautavel nằm ở khu vực có độ cao trung bình 105 mét trên mực nước biển.